# Domaniale mijn
De Domaniale mijn was een steenkoolmijn in Kerkrade in het Zuid-Limburgs steenkoolbekken en de oudste industriële steenkoolmijn van Nederland.

## Geschiedenis
De Domaniale mijn is voortgekomen uit de abdijmijnen van Kloosterrade (Abdij Rolduc), welke lagen in de buurt van Bleijerheide en Strass. De annalen van de abdij vermelden een schenking in het jaar 1113 in de buurt van de "kalculen", een woord dat als "steenkoolkuilen" wordt geïnterpreteerd en daarmee de oudste vermelding zou zijn van steenkooldelving in Europa. In 1645 pachtte de familie Prick uit Aken het recht om kolen te delven van de abdij en in 1742 nam de abdij zelf de delving onder haar beheer. In 1766 werd een ontginningsprivilege verleend door keizerin Maria Theresia. In 1796 werden de abdijmijnen door de Fransen genaast, doch vervolgens slecht beheerd. Toen kreeg de mijn de naam "Mines Domaniales", waar de naam "Domaniale Mijn" uit is ontstaan. Ze werden samengevoegd tot de Gouvernementsmijn (le Gouvernement de Rolduc), een concessie van 506 ha. In 1797 stopte men met de productie op de hellingen van het Wormdal, en werd een nieuwe schacht aangelegd op het Plateau van Kerkrade in Holz. Na de nederlaag van de Fransen werd in 1815 op het Congres van Wenen besloten dat de Gouvernementsmijn aan het Koninkrijk der Nederlanden kwam. Ze ging nu Domaniale mijn heten.
De grens die met Pruisen werd vastgesteld, liep echter zodanig dat een deel van de concessie op Pruisisch gebied kwam te liggen. Het grenstraktaat van 26 juli 1816 bracht echter met zich mee dat de Domaniale Mijn ook dit in Pruisen gelegen concessiegebied van 173 ha mocht blijven ontginnen, maar de steenkool werd op Nederlands grondgebied naar boven gebracht. In de staatsmijn werd in 1823 de eerste stoommachine geplaatst. Op 9 oktober 1830 tijdens de Belgische Opstand, werden de mijnen door opstandelingen bezet. Ze kwamen zo onder controle van de Belgische Staat. In 1839 werden ze, na de ratificatie van het scheidingsverdrag tussen Nederland en België, weer aan Nederland overgedragen. De bijnaam "Hollendsje Koel" voor de mijn verwijst naar het onder Nederlandse gezag vallen van de mijn.

### Spoorlijn Aken-Maastricht
De wens bestond om een spoorlijn tussen Aken en Maastricht aan te leggen. Dit was financieel niet zonder risico, daarom kreeg de particuliere maatschappij die daarvoor in het leven werd geroepen tevens het recht de Domaniale mijn te exploiteren. In 1845 kwam de Aken-Maastrichtsche Spoorweg-Maatschappij, ofwel de Aachen-Mastrichter Eisenbahn-Gesellschaft tot stand. Op 11 mei 1846 werden de Domaniale mijnen aan deze maatschappij overgedragen. De spoorweg kwam gereed in 1853 en was daarmee de derde spoorlijn in Nederland. Het zijspoor dat van deze lijn in Simpelveld aftakte naar de mijn zou pas in 1880 in gebruik genomen worden. Voordien gingen de kolen per paard-en-wagen naar Kohlscheid en van daar per trein via Aken terug naar Nederland. Hoewel de mijn werd gemoderniseerd, was de productie in die tijd nog niet erg groot. In 1875 werd de concessie met 250 ha uitgebreid. Het zijspoortje werd in 1934, toen de Miljoenenlijn werd aangelegd, aan de Nederlandse Spoorwegen verkocht.

### Domaniale Mijn N.V.
In 1921 leed de Maatschappij verlies, hetgeen tot loonsverlaging voor de werknemers leidde, en daaruit vloeide weer een werkstaking voort. De Maatschappij had reeds in 1867 de exploitatie van de spoorlijn afgestoten, maar pas in 1925 veranderde haar naam in Domaniale Mijn Maatschappij N.V.
In 1958 werkten er op de Domaniale mijn 3000 man en er werd jaarlijks 481 kton steenkool gedolven. Voortekenen van een steenkoolcrisis waren al merkbaar, maar niettemin besloot men de mijn uit te breiden met de concessie Neuprick. Daartoe werd in 1962 een nieuwe schacht aangelegd. Drie jaar later, in 1965, kwam het besluit om alle Nederlandse mijnen te sluiten. De aandelen van de Domaniale Mijn Maatschappij werden door de Nederlandse Staat overgenomen en in 1969 stopte de productie voorgoed. De oppervlakte van de concessie bedroeg toen 885 ha.

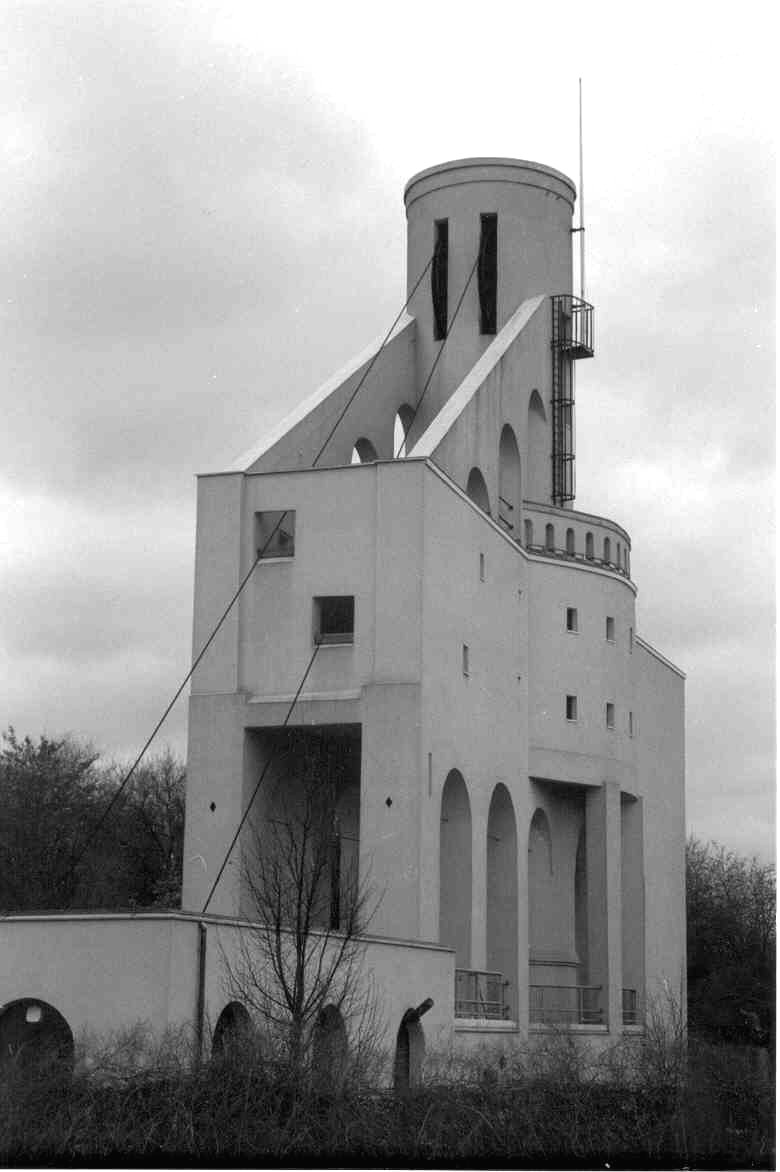
Schacht Nulland

## Schachten
De mijn kende 6 schachten voor personenvervoer: schacht Willem I en II, schacht Beerenbosch I en II, schacht Neuland en schacht Baamstraat. Het diepste punt van de mijn lag in schacht Willem II, de schachtbodem bevond zich 802 meter onder het maaiveld, op -633,64 m NAP. Daarnaast waren er nog een aantal oudere, verlaten en technische schachten. De 8 verdiepingen waarover de mijn beschikte waren aangelegd op 150, 200, 260, 280, 330, 380, 500 en 620 meter onder de oppervlakte. 

### Schachten Beerenbosch
In 1905 werd de luchtschacht Beerenbosch I aangelegd en in 1917 volgde de Beerenbosch II waarmee ook steenkool naar boven werd gehaald. Met de ontginning van de steenkolenlagen van het Zuid-Limburgs steenkoolbekken ontstond er ook onbruikbaar steenafval afkomstig uit de steengangen die men via transportbanden op de Steenberg Beerenbosch deponeerde die ten noordoosten van de mijnschachten lag.

### Schacht Nulland
Schacht Nulland (Neuland II) is gebouwd in 1907 naar een ontwerp van ir. Th. H. Fr. Wilhelm Husmann. In 1919 bereikte de schacht de 260 meter diepte. In 1966 werd de schacht nog verder afgediept naar 370 meter diepte. 
In december 1965 werd het besluit genomen om alle mijnen in Limburg te sluiten. Op donderdag 28 augustus 1969 werd in de Domaniale Mijn de allerlaatste kolenwagen naar boven gehaald. In 1970 werd de schacht tot de 63 meter-verdieping volgestort met beton. In 1971 werden alle gebouwen rond de schacht gesloopt, Het schachtblok bleef bestaan, werd gerestaureerd en is tegenwoordig een industrieel monument. Begin mei 2014 werden er door enkele jonge kinderen zware vernielingen aangericht. Schacht Nulland is geopend voor bezoek.

### Schachten Willem I en II
Willem I is aangelegd in 1827 of 1828 en is uiteindelijk tot 226 meter onder NAP uitgediept.
De schacht Willem II is in 1927-28 aangelegdm, en uiteindelijk tot 633 meter onder NAP (802 m onder het maaiveld) uitgediept.
In de buurt van schachten Willem I en II bevond zich ook de buizenschacht, aangelegd in 1904.
In oktober 2022 is men begonnen met het inspecteren van de betonprop in schacht Willem II. Naar de huidige inzichten der techniek is deze prop niet stevig genoeg, en is er onder de bestaande prop (die tot±60 m onder maaiveld reikte) een nieuwe prop gestort, tot op het niveau van het mijnwater (zo'n 110m onder maaiveld). Aansluitend gaat men bekijken of schacht Willem I en de buizenschacht ook gesaneerd moeten worden.

### Schacht Baamstraat
De schacht Baamstraat werd pas in 1960 aangelegd, na aankoop van het Prick-veld. De schacht lag bovenaan een diagonaal liggend veld. De schacht werd voornamelijk gebruikt als luchtschacht en voor transport van vulstenen. De uiteindelijke diepte tot aan het Merl-veld was 21 of 27 meter onder maaiveld, en in 1967 werd de schacht weer gedicht. Op de plaats van de schacht nu staat een klein monumentje.

### Steenbergen
De mijn kende twee steenbergen: de Steenberg Beerenbosch en de Steenberg Ham.

## Productie
Gedurende de periode van 1900 tot 1914 steeg de productie van 125 kton tot 445 kton steenkool per jaar. Van 1931 tot 1933 liep de jaarlijkse steenkolenproductie van de Domaniale steenkolenmijn zelfs op tot 1000 kton, om daarna weer te dalen. Er werd in totaal 37.990 kton magere steenkool uit de mijn gehaald.